# 木下百花
木下百花（日语：木下 百花，1997年2月6日—）是日本女藝人，NMB48畢業後曾用藝名百花，為女子偶像團體NMB48 Team M前成員，兵庫縣出身。

## 經歷
2010年
- 9月20日、參加「NMB48一期生徵選會」合格（參加總數7,256名、最終合格者26名）。
- 10月9日、「Visit Zooキャンペーン応援プロジェクト AKB48 東京秋祭り supported by NTTぷらら」為NMB48第1期研究生26名其中1人初次披露。

2011年
- 2月2日、首次於NMB48劇場演出[3]。
- 12月13日、電視動畫《AKB0048》聲優選拔雖未能入選，但受審查人員特別推薦，擔任配角「鱷淵惠」的聲優演出[4]。

2012年
- 1月26日、NMB48研究生29人之中選出Team M初期成員16人，昇格為正規成員。
- 2月8日發售的第3張單曲「純情U-19」是她初次以選拔成員身分參予演唱的單曲作品。
- 6月27日開始因腳受傷休養1個月[5]，7月28日的個別握手会復歸[6]。

2014年
- 以選拔成員身分參予11月5日發售的NMB48第10張單曲「真不像我」歌曲演唱，這是她繼第4張單曲「海岸邊最可愛的女孩！」發行約2年後再次獲選為選拔成員[7]。

2016年
- 12月28日發售的NMB48第16張單曲「除我之外的人」Type D的B面曲中收錄其個人單曲「Priority」[8]。

2017年
- 7月29日於Team M公演結束後宣布將自NMB48畢業[9]。
- 9月27日，在NMB48劇場舉行畢業公演，正式從NMB48畢業[10]

## 人物
興趣是角色扮演，『純愛手札系列』、「二次元」。善於jojo体操。
家中有位大自己7歳的姐姐。
目標是成為卡莉怪妞和No Holds Barred。
将来的夢想是成為尼特族。
同為Team M的三田麻央（2期生）因故無法參加『NMB48 2期生「Party開始了」』公演，曾經以電話替她加油打氣。

### NMB48相關
在Google+中參與AKB48團體社團活動是美術社。

## 參與曲目

### NMB48單曲CD
|      | 發行日期       | 單曲名稱             | 參與歌曲名稱         | 名義   | 收錄於        | MV | 備註                      |
| ---- | -------------- | -------------------- | -------------------- | ------ | ------------- | -- | ------------------------- |
| 1st  | 2011年7月20日  | 绝灭黑发少女         | 三日月的背影         |        | 剧场盘        |    | 出道作品                  |
| 2nd  | 2011年10月19日 | Oh My God!           | 我在等待             |        | 除劇場盤      |    |                           |
| 2nd  | 2011年10月19日 | Oh My God!           | 捕食者们             | 红組   | Type B 劇場盤 | ★  |                           |
| 3rd  | 2012年2月8日   | 純情U-19             | 純情U-19             |        | 全版本        | ★  | A面曲 首次進入NMB48選拔組 |
| 3rd  | 2012年2月8日   | 純情U-19             | 向右轉               | 紅組   | Type B 劇場盤 | ★  |                           |
| 4th  | 2012年5月9日   | 海岸邊最可愛的女孩！ | 海岸邊最可愛的女孩！ |        | 全版本        | ★  | A面曲                     |
| 4th  | 2012年5月9日   | 海岸邊最可愛的女孩！ | 如果我再大胆一点     | 紅組   | Type B 劇場盤 | ★  |                           |
| 5th  | 2012年8月8日   | Virginity            | 稍微弯腰             |        | 剧场盘        |    |                           |
| 6th  | 2012年11月7日  | 北川謙二             | 星空的商队           | 白組   | Type A 劇場盤 | ★  |                           |
| 7th  | 2013年6月19日  | 我們的發現           | 如觸不到卻碰得到     |        | 除劇場盤外    |    |                           |
| 7th  | 2013年6月19日  | 我們的發現           | 野蛮的软冰淇淋       | 紅組   | Type B 劇場盤 | ★  |                           |
| 8th  | 2013年10月2日  | 大葱鸭们             | 追忆光线             | 紅組   | Type B 劇場盤 | ★  |                           |
| 9th  | 2014年3月26日  | 高山上的蘋果         | 打水漂               | 红組   | Type B 劇場盤 | ★  |                           |
| 10th | 2014年11月5日  | 真不像我             | 真不像我             |        | 全版本        | ★  | A面曲                     |
| 10th | 2014年11月5日  | 真不像我             | 右手上的戒指         | Team M | Type-B        | ★  |                           |
| 11th | 2015年3月31日  | Don't look back!     | 毕业旅行             |        | 通常盘 剧场盘 |    |                           |
| 11th | 2015年3月31日  | Don't look back!     | 內心，叫喊           | Team M | Type-B        | ★  |                           |
| 13th | 2015年10月7日  | Must be now          | Good-bye, Guitar     | Team M | Type-B        | ★  |                           |
| 14th | 2016年4月27日  | 轻咬少女             | 趕緊戀愛             | Team M | Type-B        | ★  |                           |
| 15th | 2016年8月3日   | 我不在               | 最後的五尺圓球       | Team M | Type-B        | ★  |                           |
| 16th | 2016年12月28日 | 除我之外的人         | 恋爱是灾难           | Team M | Type-B        | ★  |                           |
| 16th | 2016年12月28日 | 除我之外的人         | Priority             |        | Type-D        | ★  | Solo乐曲                  |

- 標註有「★」符號者表示該首歌曲有拍攝MV。

### AKB48單曲CD
|      | 發行日期      | 單曲名稱   | 參與歌曲名稱 | 名義          | 收錄於 | MV | 備註 |
| ---- | ------------- | ---------- | ------------ | ------------- | ------ | -- | ---- |
| 27th | 2012年8月29日 | 格子花紋   | 那一天的風鈴 | Waiting Girls | 剧场盘 |    |      |
| 47th | 2017年3月15日 | Shoot Sign | 午夜的逞强   | NMB48         | Type-B | ★  |      |

- 標註有「★」符號者表示該首歌曲有拍攝MV。

### NMB48專輯CD
|     | 發行日期      | 專輯名稱                        | 參與歌曲名稱         | 名義   | 收錄於        | 備註       |
| --- | ------------- | ------------------------------- | -------------------- | ------ | ------------- | ---------- |
| 1st | 2013年2月27日 | 尖端頂點之上！                  | 尖端頂點之上！       |        | 全版本        | 全員合唱曲 |
| 1st | 2013年2月27日 | 尖端頂點之上！                  | With my soul         | Team M | Type M 劇場盤 |            |
| 2nd | 2014年8月13日 | 世界的中心是大阪 ～難波自治區～ | 夏天的催眠術         | Team M | Type M        |            |
| 2nd | 2014年8月13日 | 世界的中心是大阪 ～難波自治區～ | 別在意學生手冊的照片 |        | 全版本        |            |
| 3rd | 2017年8月2日  | 难波爱～现在、想到的事情～      | 竟然是新加坡         |        | 全版本        |            |
| 3rd | 2017年8月2日  | 难波爱～现在、想到的事情～      | 難波愛               |        | 全版本        |            |

### AKB48專輯CD
|     | 發行日期      | 專輯名稱   | 參與歌曲名稱      | 名義                       | 收錄於 | 備註 |
| --- | ------------- | ---------- | ----------------- | -------------------------- | ------ | ---- |
| 3rd | 2011年6月8日  | 就是在这里 | 就是在这里        | AKB48、SKE48、SDN48和NMB48 | 全版本 |      |
| 4th | 2012年8月15日 | 1830m      | 藍天 不會寂寞嗎？ | AKB48、SKE48、NMB48和HKT48 | 全版本 |      |

### 劇場公演
NMB48
| 公演名稱                                             | 參與歌曲名稱     | 備註           |
| ---------------------------------------------------- | ---------------- | -------------- |
| 研究生時期                                           |                  |                |
| NMB48 1期生「為了誰」公演→Team N 1st Stage「為了誰」 | 用飛吻擊落他！   |                |
| Team N 2nd Stage「青春女孩」公演                     | 禁忌的2人        | 山田菜菜的代演 |
| Team N 2nd Stage「青春女孩」公演                     | 雨中动物园       | 上西惠的代演   |
| Team N 2nd Stage「青春女孩」公演                     | 放浪之夏         | 上西惠的代演   |
| Team M時期                                           |                  |                |
| Team M 1st Stage「偶像的黎明」                       | 天国小子         |                |
| Team M 1st Stage「偶像的黎明」                       | 遺憾少女         | 2nd unit       |
| Team M 2nd Stage「RESET」                            | 奇迹也赶不及合格 |                |
| Team M 2nd Stage「RESET」                            | 心端的沙发       | 2nd unit       |
| Team M「偶像的黎明」公演                             | 心爱的娜塔莎     |                |

## 出演

### 電視
- docking48（2012年1月17日 - 7月31日、9月25日、關西電視台）
- 攻克東京23區（2011年11月16日・11月23日、日本電視台）
- 週刊AKB（2012年6月22日、東京電視台）
- Aruaru YY電視（2012年8月20日、TVQ九州放送）
- NMB48 藝人!（2012年9月4日 - 25日、日本電視台）
- NMB和學習君（2013年4月11日 - 、關西電視台）

### 電視動畫
- AKB0048（2012年4月29 - 7月22日） - 飾演 鱷淵惠
- AKB0048 Next Stage（2013年1月5日 - ） - 飾演 鱷淵惠

### 電視劇
- 笑福亭仁鶴芸歴50周年記念ドラマ「だんらん」（2013年1月4日、關西電視台） - 飾演 後藤時子

## 書籍

### 雜誌・新聞連載
- 體育報知 大阪版（2012年4月1日 - 、報知新聞社） - 「木下百花のNMB48 百花繚乱」連載。

## 外部連結
- （日語）木下百花官方網站 （页面存档备份，存于）
- （日語）經紀公司個人介紹頁 （页面存档备份，存于） - Showtitle
- （日語） NMB48個人介紹頁
- （日語） NMB48官方部落格「木下百花」 （2010年12月18日－）
- （日語）木下百花的X（前Twitter）
- （日語） 木下百花的Google+
- （日語）YouTube上的木下百花【OFFICIAL】頻道